# 멜라니: 인류의 마지막 희망인 소녀
《멜라니: 인류의 마지막 희망인 소녀》(The Girl with All the Gifts)는 미국에서 제작된 콤 맥카시 감독의 2016년 드라마, 공포, 스릴러 영화이다. 세니아 나누아 등이 주연으로 출연하였다.

## 출연

### 주연
- 세니아 나누아
- 젬마 아터튼

### 조연
- 글렌 클로즈
- 패디 콘시딘
- 피사요 아키나드
- 도미니크 티퍼
- 앤서니 웨일스

## 기타
- 원작자: 마이크 캐리